# 열정연창회
열정연창회(熱情演唱會)는 장국영이 1999년과 2000년에 걸쳐 약 8개월 동안 중국, 말레이시아, 일본, 미국, 홍콩에서 한 그의 마지막 콘서트 투어이다. 공식적인 이름은 熱·情演唱會이지만 가운데 점을 빼고 흔히 열정연창회라고 하며 영어 이름은 Passion Tour이다.
DVD로 출시되어 있고 유튜브에도 공개되어 있다. 유튜브에는 張國榮大馬熱情演唱會2000라는 이름으로 검색되는 것들이 많은데 말레이시아에서 공연한 동영상이다. 중국어로 말레이시아를 马来西亚라고 하지만 흔히 이를 줄여 大馬라고 한다.

## 노래
至少還有你 - 영화 애나 앤드 킹(Anna and the King, 2000) 대만판 주제곡으로 린이롄이 처음으로 불렀다. 오래전 윈도우즈가 한문자 你를 제공하지 않아서 至少還有Ni 또는 至少還有니로 표기되기도 한다. 임억련의 스튜디오 버전이 절제되어 있다면 장국영의 라이브 버전은 애절하다.